# Дело о чашке кофе
Либек против Макдональдс, также Дело о кофе McDonald’s и Дело о чашке кофе — получивший широкую огласку судебный процесс 1994 года в Соединённых Штатах, в ходе которого Стелла Либек обвинила сеть ресторанов McDonald’s в причинении ущерба её здоровью.
79-летняя Стелла Либек получила ожог в области таза, когда случайно пролила кофе себе на колени в ресторане McDonald’s. В результате она была госпитализирована на 8 дней для проведения пересадки кожи, после чего была вынуждена лечиться в течение двух лет. Либек требовала компенсацию медицинских расходов в размере 20 000 долларов. После того как McDonald’s отказался возмещать ущерб, адвокат Либек подал иск в Окружной суд США по округу Нью-Мексико, обвинив McDonald’s в грубой небрежности.
Адвокаты Либек утверждали, что подаваемый при температуре 185 °F (85 °C) градусов кофе в McDonald’s является потенциально опасным и с большой вероятностью может привести к серьёзным травмам, в отличие от менее горячего кофе, подаваемого в других заведениях. Суд присяжных решил, что McDonald’s несёт 80-процентную ответственность за инцидент, и присудил Либек компенсацию в размере 200 000 долларов за причинённый ущерб и для покрытия медицинских расходов, а также 2 700 000 долларов (эквивалентно 5 000 000 на 2021 год) в качестве штрафа, что сопоставимо с двухдневной выручкой McDonald’s от продажи кофе. Судья первой инстанции уменьшил размер штрафных санкций до 640 000 долларов. Обе стороны обжаловали приговор, но в итоге договорились о конфиденциальной сумме компенсации до принятия решения по апелляции.
Дело Либек стало одним из ключевых аргументов в дебатах внутри Соединённых Штатов по поводу реформы штрафов за причинение вреда здоровью. Некоторые приводили это дело в пример легкомысленного судебного разбирательства; ABC News назвала это дело «примером демонстративно чрезмерных судебных исков», в то время как учёный-правовед Джонатан Тёрли утверждал, что иск был «содержательным и достойным судебным процессом». Бывший адвокат Сьюзен Саладофф считает, что оглашение дела в СМИ было преднамеренно искажено из-за политического и корпоративного влияния. В июне 2011 года на канале HBO состоялась премьера документального фильма «Горячий кофе», в котором обсуждалось, как дело Либек повлияло на реформу штрафов за причинение вреда здоровью.

## Хронология и обстоятельства инцидента

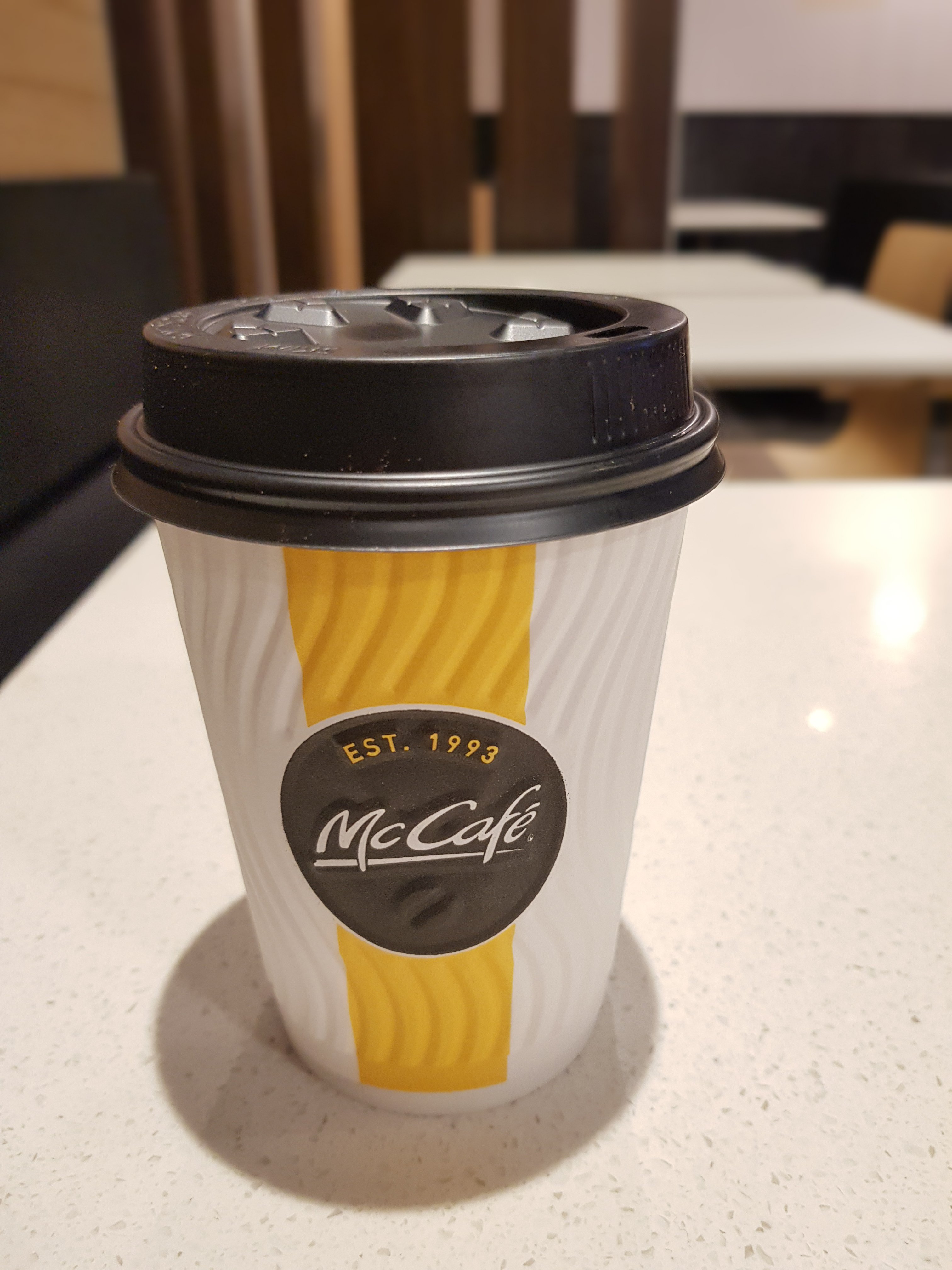
Чашка кофе из Макдональдса

Стелла Мэй Либек родилась в Норидже 14 декабря 1912 года. На момент подачи иска ей было 79 лет. Она умерла 5 августа 2004 года в возрасте 91 года.
27 февраля 1992 года Либек заказала чашку кофе за 49 центов из окна автомобильного обслуживания ресторана McDonald’s в Альбукерке на юго-восточном бульваре Гибсон, 5001. Либек сидела на пассажирском сиденье Ford Probe 1989 года выпуска, не оборудованном подстаканниками. Её внук припарковал машину, чтобы Либек могла добавить в кофе сливки и сахар. Она поставила кофейную чашку между колен и потянула дальний край крышки на себя, чтобы снять её. В результате она пролила всю чашку кофе себе на колени. На Либек были хлопчатобумажные спортивные штаны, которые впитали горячую жидкость и способствовали развитию ожога бёдер, ягодиц и паха.
Либек доставили в больницу, где было установлено, что она получила ожоги третьей степени 6 % поверхности кожи и ожоги меньшей степени на более чем 16 % кожи. Она оставалась в больнице в течение восьми дней, пока ей делали пересадку кожи. За этот период Либек похудела на 20 фунтов (9,1 кг) (что составляло почти 20 % её массы тела) до 83 фунта (38 кг). После выписки из больницы Либек нуждалась в уходе в течение трёх недель, который обеспечивала её дочь. После ожогов Либек получила статус частичного инвалида сроком на два года.

### Досудебное разбирательство
После инцидента Либек пыталась получить компенсацию медицинских расходов от McDonald’s в размере 20 000 долларов. Её фактические медицинские расходы к тому времени составили 10 500 долларов, предполагаемые будущие медицинские расходы она оценила в 2500 долларов. Также Либек оценила потерю дохода дочери в 5000 долларов. McDonald’s были согласны компенсировать ей лишь 800 долларов.
После отказа McDonald’s повысить сумму компенсации Либек наняла техасского адвоката Рида Моргана. От её имени он подал иск в окружной суд США по округу Нью-Мексико, обвинив McDonald’s в грубой небрежности при продаже кофе, который в исковом заявлении был назван «опасным» и «некачественно изготовленным». McDonald’s отказался от первоначального предложения истицы заплатить 90 000 долларов. В дальнейшем Морган увеличил сумму иска до 300 000 долларов, а незадолго до суда посредник предложил сумму в 225 000 долларов. McDonald’s отверг оба предложения.

## Судебный процесс
Судебный процесс по делу Либек проходил с 8 по 17 августа 1994 года под председательством судьи окружного суда Нью-Мексико Роберта Х. Скотта. В ходе слушаний адвокаты Либек обнаружили, что McDonald’s требовала от франчайзи поддерживать температуру подаваемого кофе на уровне 180 °F (82 °C). Адвокаты Либек утверждали, что кофе нельзя подавать горячее 140 °F (60 °C) и что в ряде других заведений кофе подают при значительно более низкой температуре, чем в McDonald’s. Также они представили доказательства того, что кофе, который они закупили для проверки в ресторанах города, подавали при температуре как минимум на 20 °F (11 °C) ниже, чем в McDonald’s. Присяжным представили заключения экспертов о том, что нагретый до 190 °F (88 °C) кофе может вызвать ожоги третьей степени (требующие пересадки кожи) примерно за три секунды, а кофе, нагретый до 180 °F (82 °C), может вызвать такие ожоги примерно за 10—15 секунд. Снижение температуры до 160 °F (71 °C) увеличило бы время, в течение которого кофе производит аналогичный ожог, до 20 секунд. Адвокаты Либек утверждали, что этих дополнительных секунд может быть достаточно, чтобы удалить кофе с открытых участков кожи, тем самым предотвратив множество потенциальных ожогов в будущем.
Представители McDonald’s утверждали, что причиной подачи такого горячего кофе в ресторанах для автомобилистов заключалась именно в особенностях покупателей такого кофе: ими обычно были жителями пригородов, которые хотели проехать с кофе какое-то расстояние и высокая начальная температура сохранила бы его горячим во время поездки. Однако, в процессе разбирательства выяснилось, что McDonald’s провёл собственное исследование, показавшее, что клиенты-автомобилисты в большинстве случаев намереваются выпить кофе сразу.
Другие документы, полученные из архивов McDonald’s, показали, что с 1982 по 1992 год компания получила более 700 сообщений о людях, получивших ожоги от кофе в их ресторанах различной степени тяжести, и урегулировала претензии, связанные с ожогами, на сумму более 500 000 долларов. Менеджер по контролю качества McDonald’s Кристофер Эпплтон заявила, что этого количества травм недостаточно, чтобы заставить компанию сменить свою практику. Он утверждал, что все продукты горячее 130 °F (54 °C) представляют потенциальную опасность ожога, а у ресторанов были более насущные проблемы, о которых нужно было беспокоиться. Истцы утверждали, что Эпплтон признал, что кофе McDonald’s обжигает рот и горло, если его употреблять прямо во время подачи.

### Вердикт
Присяжные из двенадцати человек вынесли свой вердикт 18 августа 1994 года. Присяжные пришли к выводу, что McDonald’s несёт 80-процентную ответственность за инцидент, а Либек — 20-процентную вину. Хотя на кофейной чашке было предупреждение, жюри решило, что предупреждение было недостаточно большим или сколь-либо убедительным. Суд присудил выплатить Либек компенсацию медицинских расходов в размере 200 000 долларов, которая была уменьшена на 20 процентов до суммы в 160 000 долларов. Также ей присудили 2,7 миллиона долларов в качестве компенсации за моральный вред. Согласно данным The New York Times, присяжные пришли к этой цифре из-за предложения Моргана оштрафовать McDonald’s в двукратном размере его дневной выручки от продажи кофе, составлявшей на тот момент примерно 1,35 миллиона долларов.
Судья уменьшил компенсацию за моральный ущерб до 480 000 долларов, таким образом суммарная выплата была присуждена в размере 640 000 долларов. Это решение было обжаловано McDonald’s и Либек в декабре 1994 года, но стороны урегулировали спор во внесудебном порядке, договорившись на неразглашённую сумму. Журнал «Альбукерке» первым опубликовал итоги дела, за ним последовала полоса в Ассошиэйтед Пресс, в дальнейшем новости разнесли СМИ по всему миру.

## Последствия
Дело Либек некоторые приводят как пример легкомысленного судебного разбирательства. Именем истицы была названа премия Стеллы, присуждавшаяся в 2002—2007 годах за самый нелепый судебный иск в США. ABC News назвала это дело «примером демонстративно чрезмерных судебных исков». Юридический обозреватель Джонатан Тёрли назвал это «значимым и достойным судебным процессом». McDonald’s утверждал, что исход дела был случайностью, и объяснял убытки плохими коммуникациями и просчётами страховой компании, представлявшей франшизу. Адвокат Либек Рид Морган и Ассоциация судебных юристов Америки защищали результат дела Либек, утверждая, что McDonald’s снизил температуру своего кофе после иска, хотя доказательств этому нет.
Противники Либек утверждали, что отказ McDonald’s предложить компенсацию в размере более 800 долларов указывает на то, что иск был необоснованным, и подчёркивает тот факт, что Либек сама пролила на себя кофе. Также они подчёркивали, что подавляющее большинство судей, рассматривающих подобные дела, отклоняет их до того, как они попадут в суд присяжных.
Либек умерла 5 августа 2004 года в возрасте 91 года. По словам её дочери, ожоги и судебные разбирательства повлияли на здоровье Либек. Деньги полученные в качестве компенсации, со слов дочери, пошли на оплату сиделки.

### Аналогичные иски
В деле МакМэхон против Bunn Matic Corporation 1998 года судья Апелляционного суда седьмого округа Фрэнк Истербрук отклонил аналогичный иск против производителя кофеварок Bunn-O-Matic, постановив, что температура 179 °F (82 °C) для кофе не является «необоснованно опасной».
В деле Богл против McDonald’s Restaurants Ltd. 2002 года суд отклонил обвинения в том, что McDonald’s провоцировал травмы, подавая кофе при более низкой температуре.
После дела Либек крупные поставщики кофе, в том числе Chick-Fil-A, Starbucks, Dunkin' Donuts, Wendy’s, Burger King, больницы, и McDonald’s, были ответчиками в аналогичных судебных процессах, связанных с ожогами от кофе. Также были иски по поводу травм от других горячих жидкостей.
За два года до дела Либек аналогичный иск был урегулирован в ходе судебного разбирательства на 15 миллионов долларов, связанного с ожогом бытовой горячей водой в съёмной квартире.

### Температура кофе
Со времён дела Либек McDonald’s не снижал температуру подачи своего кофе. Текущая политика McDonald’s заключается в том, чтобы подавать кофе температурой от 176 °F (80 °C) до 194 °F (90 °C), размещая на чашках более строгие предупреждения о температуре на жёстких чашках из вспененного материала, чтобы избежать ответственности в будущем, хотя компания продолжает периодически сталкиваться с судебными исками из-за горячего кофе. Американская кофейная ассоциация поддерживает усовершенствованные методы упаковки, а не снижение температуры, при которой подаётся кофе. Ассоциация успешно помогла защитить последующие дела об ожогах. По состоянию на 2004 год Starbucks продавал кофе температурой 180 °F (82 °C), а исполнительный директор Американской ассоциации кофейных производителей сообщил, что стандартная температура подачи составляет 176 °F (80 °C).

### Документальный фильм HBO
27 июня 2011 года на канале HBO состоялась премьера документального фильма о проблемах реформирования гражданских прав под названием «Горячий кофе». Бо́льшая часть фильма была посвящена судебному процессу Либек. Он включал в себя новостные сюжеты, комментарии знаменитостей и политиков по поводу инцидента, а также мифы и суждения обывателей, некоторые из которых полагали, что Либек была за рулём во время инцидента, другие — что на самом деле она получила лишь незначительные поверхностные ожоги.
В фильме также подробно обсуждалось, как дело о чашке кофе часто и неверно ассоциируется с необоснованным судебным процессом и необходимостью определённых реформ в сфере гражданского права. В нём утверждается, что корпорации потратили миллионы на распространение неправильных представлений о гражданских правонарушениях, чтобы способствовать этой реформе. В то время как основные убытки ответчика по делу были вызваны игнорированием со стороны McDonald’s значительного количества жертв ожогов до инцидента с Либек.

### Отчёт New York Times
21 октября 2013 года The New York Times опубликовала видео-отчёт о реакции СМИ на инцидент с ожогами Либек и сопроводительную статью об изменениях в употреблении кофе за 20 лет. В отчёте было показано как подробности истории Либек исказились после того, когда она приобрела мировую известность. В отчёте подчёркивалось, что подробности истории были намеренно искажены в СМИ, некоторые из которых представили McDonald’s жертвой инцидента.
В последующей статье New York Times от 25 октября того же года отмечалось, что видео набрало более миллиона просмотров и вызвало бурные споры в комментариях.